# 索德
索德（法語：Sode，法語發音：[sɔd]）是法国上加龙省的一个市镇，属于圣戈当区。

## 地理
索德（42°48'59"N, 0°36'57"E）面积5.53 平方千米，位于法国奧克西塔尼大區上加龙省，该省份为法国西南部内陆省份，西南端与西班牙接壤，自此顺时针与上比利牛斯省、热尔省、塔恩-加龙省、塔恩省、奥德省和阿列日省接壤。
与索德接壤的市镇（或旧市镇、城区）包括：博索斯特、莱斯、阿尔蒂格、瑞泽德吕雄、萨勒和普拉特维耶勒。

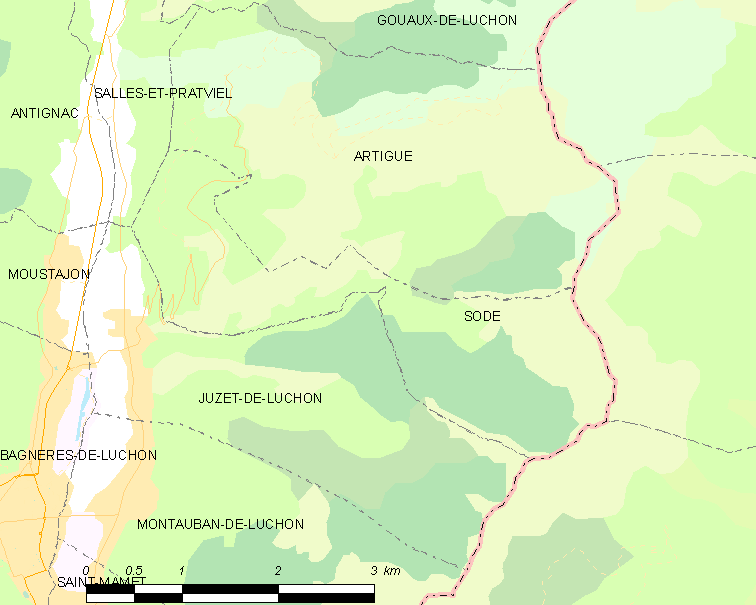
索德的OSM定位图

索德的时区为UTC+01:00、UTC+02:00（夏令时）。

## 行政
索德的邮政编码为31110，INSEE市镇编码为31549。

## 政治
索德所属的省级选区为巴涅尔德吕雄县。

## 人口

1962-2008年间索德人口变化图示

索德于2022年1月1日时的人口数量为20人。